# Runął już ostatni mur
Runął już ostatni mur – pierwszy singel zespołu Tilt. Nagrań dokonano w "Studio Wawrzyszew" w Warszawie. Wydany w 1985 przez wytwórnię Tonpress.

## Lista utworów
1. "Runął już ostatni mur" (T. Lipiński) – 3:30
2. "Każdy boi się swojej paranoi" (T. Lipiński) – 1:40
3. "O! Jaki dziwny, dziwny" (T. Lipiński) – 1:55

## Skład
- Tomasz "Frantz Von Kalkhoff" Lipiński – wokal, gitara
- Piotr "Czombe" Dubiel – gitara
- Franz Dreadhunter – gitara basowa
- Tomasz "Gogo Szulc" Kożuchowski – perkusja
- Aleksander "Solka Korufka" Korecki – saksofon